# Sean M. Kirkpatrick
Sean Michael Kirkpatrick, född 1967 eller 1968 är en amerikansk fysiker specialiserad på laser och material och var den första direktören för All-domain Anomaly Resolution Office vid USA:s försvarsdepartement. Kirkpatrick är också adjungerad biträdande professor i fysik vid University of Georgia.

## Biografi
Kirkpatrick föddes i Columbus, Georgia i en arméfamilj. Han studerade fysik vid University of Georgia, där han tog sin kandidatexamen 1991 och doktorsexamen 1995 under handledning av William Dennis. Hans doktorsforskning fokuserade på icke-linjär och icke-jämviktsdynamik hos fononer i sällsynt jordartsmetall-dopade fluoridkristaller.
Kirkpatrick genomförde postdoktorala studier vid University of Illinois Urbana-Champaign och vid United States Naval Research Laboratory med ett stipendium från National Research Council. Han gick med i Air Force Research Laboratory 1997 och flyttade till Central Intelligence Agency 2003.

## Karriär

### Underrättelsearbete
Mellan 2012 och 2016 tjänstgjorde han som försvarsunderrättelseofficer för vetenskaplig och teknisk underrättelseverksamhet för DIA.
Från 2016 till 2017 tjänstgjorde han som biträdande direktör för underrättelsetjänsten vid U.S. Strategic Command.

### Direktör för AARO och arbete med UAP:er
I mars 2023 släppte Kirkpatrick och Avi Loeb ett manuskript om de fysiska begränsningarna för hypotetiska utomjordiska rymdskepp som finns i solsystemet. Det ofärdiga utkastet av Kirkpatrick och Loeb inkluderade en övervägning av idén att UAP:er, "som verkar trotsa all fysik, kan vara 'sonder' från ett utomjordiskt 'moderskepp'".
Kirkpatrick vittnade den 19 april 2023 som enda vittne inför en underkommitté i senatens väpnade tjänster i en utfrågning om UAP:er som leddes av senator Kirsten Gillibrand (D-NY).
Vid det första offentliga mötet för NASA:s oberoende UAP-studiegrupp den 31 maj 2023 bjöds Kirkpatrick in att hålla öppningsanförandet. Kirkpatrick tackade NASA för att ha tillfört ytterligare expertis till uppgiften att samla in och analysera UAP-data. Som svar på senare frågor noterade han att amerikansk militärpersonal observerar "metalliska klot" på många platser "över hela världen", att sfäriska objekt utgör den största andelen — nästan hälften — av alla UAP-rapporter som hans kontor mottagit, och att vissa av dessa objekt är kapabla till "mycket intressanta uppenbara manövrar".
Efter den kongressutfrågning om UAP:er den 26 juli 2023 som inkluderade vittnesmål från David Grusch, skrev Kirkpatrick att, "i motsats till påståenden som gjordes under utfrågningen", Grusch "har vägrat att tala med AARO" så att vissa detaljer som sades ha getts till kongressen inte hade tillhandahållits till hans kontor och också att utfrågningen var "förolämpande ... mot officerarna vid försvarsdepartementet och underrättelsetjänsten som valde att gå med i AARO, många med inte orimliga ångest över de karriärrisker detta skulle innebära".
Den 7 november 2023 rapporterades det att Kirkpatrick skulle avgå som direktör för AARO med verkan från december 2023. Sedan december 2023 gick Kirkpatrick med i Oak Ridge National Laboratory som teknisk direktör för försvars- och underrättelseprogram.
I januari 2024 publicerade Kirkpatrick en debattartikel i Scientific American, där han uppgav att han inte hade funnit några bevis på utomjordingar som direktör för AARO, och att anklagelserna om en mörkläggning av UFO:s av den amerikanska regeringen "härstammar från oavsiktliga eller obehöriga avslöjanden av legitima amerikanska program eller relaterad forskning som inte har något att göra med utomjordiska frågor eller teknologi. Vissa är felaktiga framställningar, och vissa härstammar från rena, obefogade övertygelser. På många sätt är berättelsen ett skolexempel på cirkulär rapportering, där varje person vidarebefordrar vad de har hört, men informationen ofta i slutändan härstammar från samma lilla grupp individer." och beskrev dessa individer som "en liten grupp sammanlänkade troende och andra med möjligen mindre än ärliga avsikter" som främjar en "virvelvind av höga berättelser, påhitt och andrahands- eller tredjehandsberättelser".

## Utmärkelser
År 2010 skapade University of Georgia Department of Physics & Astronomy ett Sean M. Kirkpatrick-pris för enastående forskning på forskarnivå till hans ära som årligen ges till en forskarstuderande för deras forskningsarbete.